# Dalkurd FF
El Dalkurd Fotbollförening (Dalkurd FF) es un equipo de fútbol de Suecia de la ciudad de Borlänge.
Fue fundado el 26 de septiembre de 2004 por inmigrantes kurdos, y juega en la División 2.

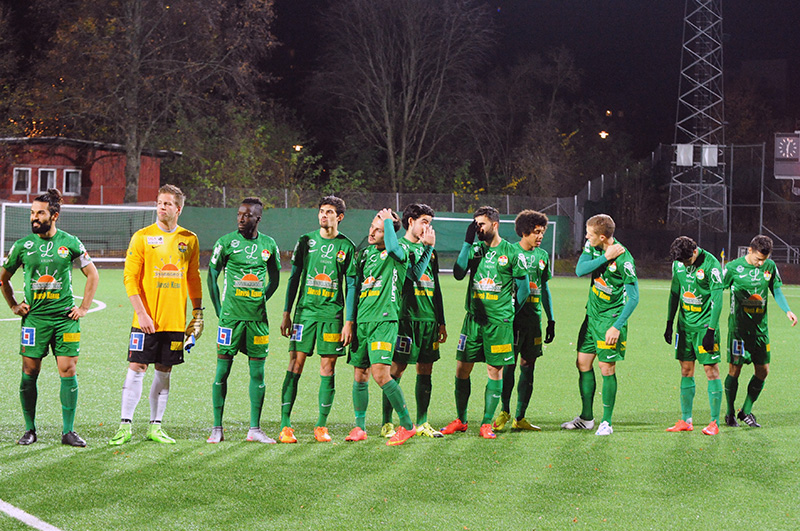
El Dalkurd antes de un partido de local en noviembre de 2015.

## Historia
El club se formó por algunos habitantes locales de Borlänge. El club comenzó como un proyecto social por la dirección. El propósito del club fue contribuir a los jóvenes en Borlänge, ofreciendo actividades para ellos. En la primera temporada el equipo constaba de una edad promedio de 17 años. Además de contribuir a los jóvenes, el presidente, Ramazan Kizil, tenía una alta expectativa de los jugadores de fútbol y un objetivo final: Quería llevar Dalkurd a los niveles profesionales de la Liga Sueca. Dalkurd ganó todas las divisiones en las que participó entre las temporadas 2005 y 2009. Por este éxito poco común es que tiene un montón de atención de los medios, tanto en Suecia como en otros países.

## Palmarés
- Division 1 Norra: 1

2015
- Division 2 Norra Svealand: 1

2009
- Division 3 Södra Norrland: 1

2008
- Division 4 Dalarna: 1

2007
- Division 5 Dalarna Södra: 1

2006
- Division 6 Dalarna Mellersta: 1

2005

## Entrenadores
| - Elvan Cicen (2006) - Tomas Blomberg (2007-08) - Bernhard Brcic (2009) - Lasse Ericsson (2010) - Anders Sjöö (2010-11) - Johan Sandahl (2011) - Jonas Björkgren (2012) - Robert Mambo Mumba (2013) - Andreas Brännström (2014-15) - Poya Asbaghi (2016-) - Andreas Brännström (2017) - Azrudin Valentić (2018) - Johan Sandahl (2018–) |

## Estadio
El Dalkurd FF juega sus partidos de local en el Domnarvsvallen en Borlänge. El estadio fue construido en el 1925.